# José Samyn
José Samyn (Quiévrechain, 11 de maig de 1946 - Zingem, 28 d'agost de 1969) va ser un ciclista francès que fou professional entre 1967 i 1969.
De pare francès i mare belga, va competir des de ben jove amb els ciclistes belgues, cosa que li va permetre perfeccionar les seves habilitats de velocitat. Va obtenir la nacionalitat francesa el 1964. Com a amateur va guanyar diverses curses i va acabar cinquè a la París-Tours de 1966 entre els professionals. El maig de 1967 inicià la seva carrera professional de la mà de l'equip Pelforth-Sauvage-Lejeune. El bon paper realitzat als Quatre Dies de Dunkerque el van dur a ser convocat per disputar el Tour de França de 1967. En aquesta cursa fou 17è de la classificació general i guanyà l'onzena etapa. El 1968 va guanyar una etapa de la París-Niça i fou segon de la Fletxa Valona, on fou superat a l'esprint per Rik Van Looy. Aquestes actuacions el van dur a tornar a ser convocat per disputar el Tour de França de 1968. Una caiguda durant la quarta etapa va fer que el seu director esportiu li suggerís de prendre coridrana, un producte dopant. Per aquest motiu va abandonar la cursa durant la vuitena etapa i fou sancionat durant un mes. Profundament afectat per aquesta decisió, va valorar durant un temps deixar el ciclisme, però posteriorment se'n va desdir. El 1969, amb l'equip Bic, va guanyar el Tour de l'Oise i va tornar a disputar el Tour de França, on durant la sisena etapa va arribar fora de control.
Durant la disputa d'una cursa a Zingem, Bèlgica, va patir una caiguda que li acabà provocant la mort. Després de la seva mort el Gran Premi de Fayt-le-Franc canvià el nom i passà a anomenar-se Le Samyn (o Memorial Samyn) en record seu.

## Palmarès
- 1964
  - Vencedor de 2 etapes a la Volta a la província de Namur
- 1965
  - Vencedor d'una etapa a la Volta a la província de Namur
- 1967
  - 1r al Grand Prix de Denain
  - 1r a Solesmes
  - Vencedor d'una etapa al Tour de França
- 1968
  - 1r al Circuit del Port de Dunkerque
  - 1r al Gran Premi de Fayt-le-Franc
  - 1r a Wingene
  - Vencedor d'una etapa de la París-Niça
- 1969
  - 1r al Tour de l'Oise

### Resultats al Tour de França
- 1967. 17è de la classificació general. Vencedor d'una etapa
- 1968. Abandona (8a etapa)
- 1969. Abandona (6a etapa)